# Neoleucopis freyi
Neoleucopis freyi är en tvåvingeart som först beskrevs av Mcalpine 1971.  Neoleucopis freyi ingår i släktet Neoleucopis, och familjen markflugor. Arten har ej påträffats i Sverige.